# El Al

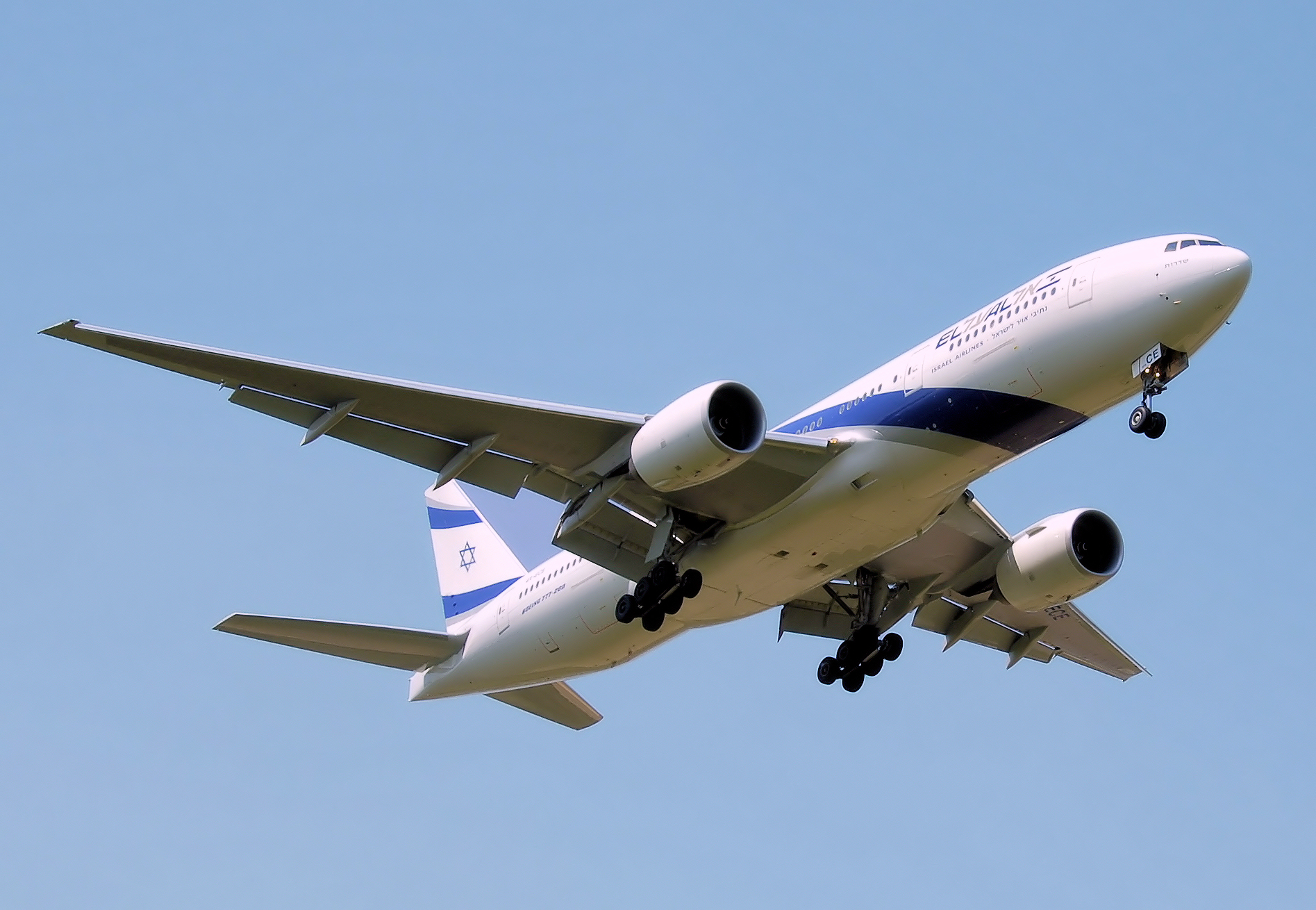
Boeing 777-200ER

El Al (em hebraico: אל על, "aos céus"; em árabe: إل عال, oficialmente Linhas Aéreas Israelenses El Al Ltda., TASE: ELAL) é a companhia aérea nacional de Israel. A El Al opera voos internacionais programados para destinos na África, Ásia, América do Norte, América do Sul, Europa e Oriente Médio e está baseada no Aeroporto Internacional Ben Gurion em Tel Aviv.
Além de ser a companhia de aviação nacional mais importante de Israel e um símbolo de profissionalismo e segurança, a EL AL tem como alvo estratégico se diferenciar criando uma experiência pessoal de voo excepcional o tempo todo - antes, durante e depois do voo. A EL AL desenvolve continuamente os seus serviços de pré-voo, incluindo serviços avançados de internet, que são altamente convenientes e economizam um tempo valioso.
Em 1997 a El Al anunciou a intenção de operar a rota Rio de Janeiro (Aeroporto Internacional do Galeão)-Tel Aviv, que não se concretizou. A empresa somente operou voos para o Brasil em 2009, a partir do dia 2 de Maio na rota São Paulo (Aeroporto Internacional de Guarulhos) - Tel Aviv No dia 11 de novembro de 2011 a empresa encerrou os voos diretos São Paulo-Tel Aviv alegando grandes perdas financeiras, má administração e problemas envolvendo segurança Porém em 2020, anunciaram a possibilidade de retorno da rota.

## História

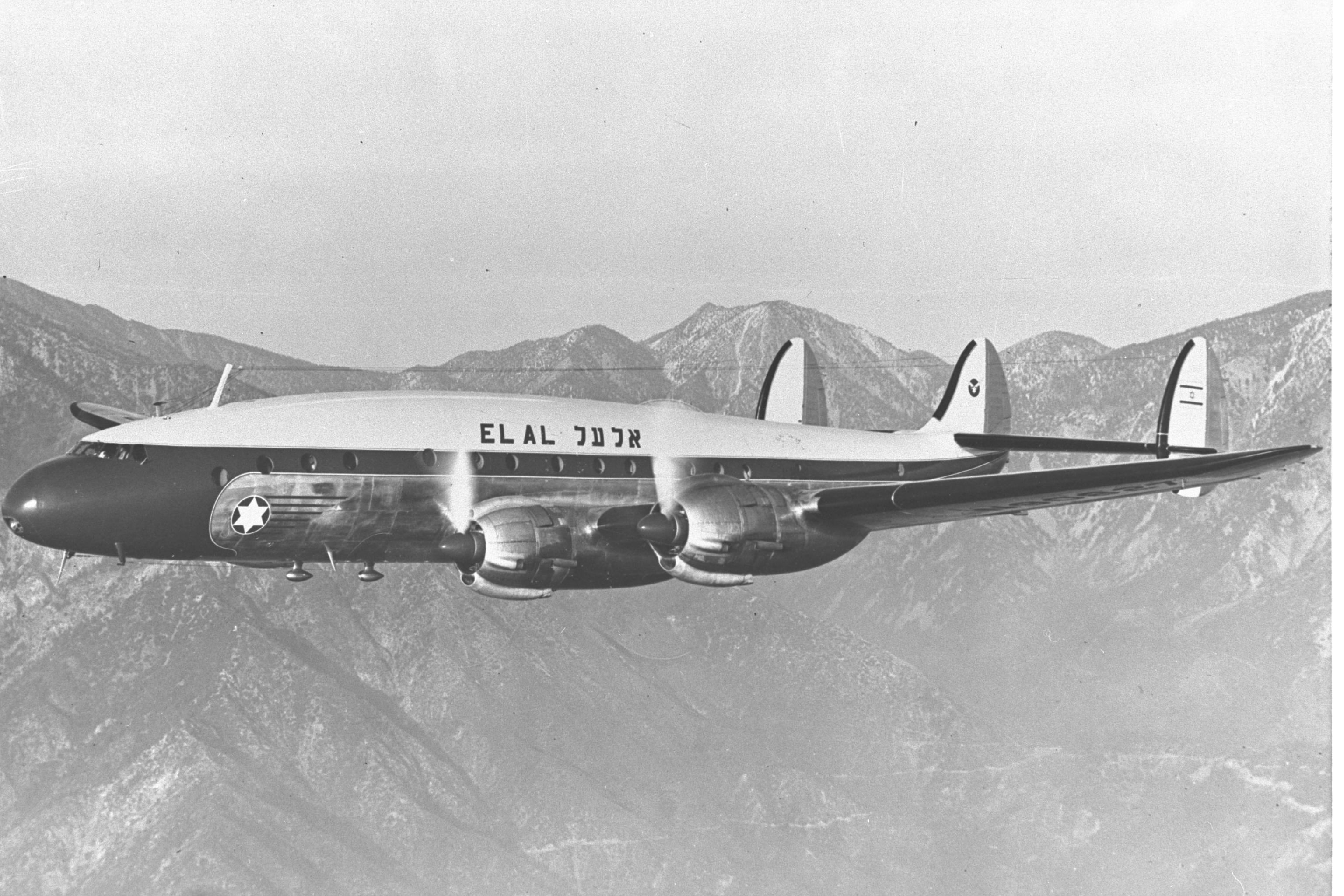
El Al Lockheed Constellation, 1951

A EL AL foi estabelecida em 1948 como a Companhia de Aviação nacional de Israel. Cresceu e se tornou uma empresa aérea internacional
Cobrindo todos os aspectos do serviço e assegurando que os pedidos dos nossos passageiros sejam atendidos na hora, todas as vezes, a EL AL foi classificada pela IATA como uma das três companhias aéreas mais eficientes que existem.
Cobertura global extensa, suportada por uma rede internacional com 77 escritórios de vendas. Hospitalidade israelense incomparável. O toque personalizado e amigável que faz com que o tempo voe e a EL AL mais do que só uma forma conveniente de viajar.
Uma combinação exclusiva e confortos e vantagens ganhando atração internacional e tornando a EL AL e porta mundial preferida para todos os cantos do mundo.

### Setembro de 1948
O voo de inauguração da EL AL traz para o país o primeiro presidente Chaim Weizman, voltando para casa de Genebra.

### 1950 – 1956
A EL AL traz 160,000 imigrantes para Israel do Iêmen, Irã e da Índia, como parte da Operação Tapete Mágico e da Operação Ezra e Nehmiah.

### Junho de 1961
O primeiro voo direto entre Nova Iorque / Tel Aviv num Boeing 707 bate o recorde mundial para o voo comercial mais longo sem paradas, cobrindo 9 269,821 quilômetros em 9 horas e 33 minutos.

### Abril de 1980
Primeiro voo da EL AL para o Cairo
Em março de 1984 A EL AL registra o primeiro voo intercontinental sobre o Atlântico norte com um avião de dois motores, Boeing 767 - Montreal/Tel Aviv.

### Maio de 1988
A EL AL opera o voo direto mais longo da sua história: Los Angeles-Tel Aviv: 11 265,408 quilômetros em 13 horas e 41 minutos.

### Janeiro de 1990
Voo histórico para Moscou.

### 24 de Maio de 1991

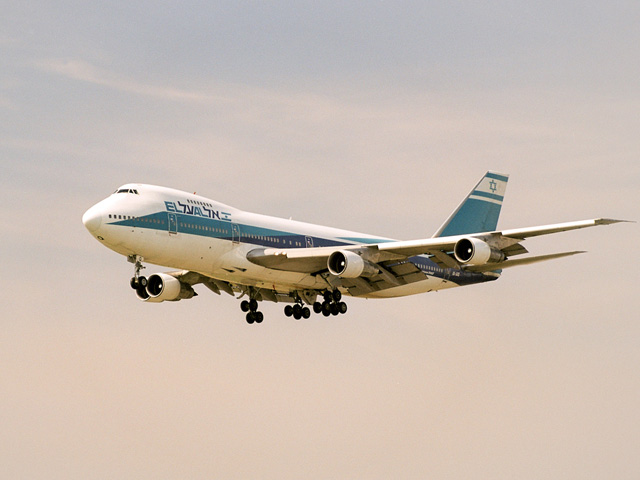
Boeing 747-200 da El Al

Um Boeing 747 da EL AL leva um recorde de 1 087 passageiros - judeus etíopes voando de Addis Ababa para Israel, parte da Operação Salomão.

### Junho de 1996
O primeiro voo para Aman.

### Março de 2000
O primeiro voo do Boeing 777 da EL AL

### Junho de 2003
Abertura de capital - Como parte do processo de privatização da companhia de aviação, esta e o Estado de Israel publicaram um prospecto, em 30 de maio de 2003, colocando a venda as ações e as opções de ações da empresa. No início de junho de 2003 a empresa abriu o seu capital e as suas ações são registradas para negociações na Bolsa de Valores de Tel Aviv.

### Junho de 2004
A companhia de aviação deixa de ser uma empresa governamental - Depois de o público adquirir ações e exercer opções, a posse do Estado na empresa baixa para menos de 50% e a companhia de aviação deixa de ser uma empresa governamental, tornando-se uma empresa mista (da forma definida na Lei das Empresas Governamentais).

### Janeiro de 2005
O controle da companhia é passa a ser propriedade privada - Depois do exercício de opções adicionais, em 23 de dezembro de 2004 a propriedade da Knafaim-Arkia Holdings Ltd. aumentam para 40% das ações emitidas pela companhia de aviação, e em 6 de janeiro de 2005, depois de uma decisão tomada numa assembleia dos acionistas, a pedido da Knafaim, a maior parte dos membros da diretoria é substituída. O resultado é que o controle da companhia de aviação é transferido para Knafaim.

### Março de 2005
Novo Presidente Executivo - depois da resignação do presidente da EL AL, Amos Shapira, em janeiro de 2005, em 10 de março de 2005 Haim Romano assume o posto de presidente executivo da EL AL. Dois meses depois são feitas mudanças na estrutura organizacional da companhia de aviação.

### Setembro de 2005
O plano estratégico da EL AL para 2010 é lançado - Em 20 de setembro de 2005 a diretoria da EL AL aprova o plano estratégico da companhia de aviação para os próximos cinco anos, e os princípios para a sua implementação. Os objetivos principais do plano incluem uma melhora significativa nos resultados comerciais da empresa até 2010. O plano inclui uma lista de melhorias na experiência pessoal de voo dos passageiros, a adoção da excelência operacional, inovação e iniciativa comercial, renovação da frota e melhoras na Carga e Manutenção, além da cultivação dos recursos humanos. Para saber mais detalhes, veja o relatório periódico da companhia de aviação para o ano de 2005.

### Julho de 2006
Início da Segunda Guerra do Líbano, continuando até a metade de agosto. A guerra teve um grande efeito no tráfego de e para Israel. Durante este ano a EL AL continua implementando o Plano Estratégico da EL AL para 2010, ajustando aos novos desenvolvimentos na situação política, econômica e de segurança de Israel, incluindo a Segunda Guerra do Líbano e a sua influência no tráfego de passageiros, o contínuo aumento no custo do combustível de diesel e a concorrência aumentada.

### Julho de 2007
A EL AL recebe dois novos aviões tipo Boeing 777-200, equipados com os assentos e os sistemas de entretenimento mais avançados, e também assinou contratos de aquisição e aluguel de aviões adicionais.

### Dezembro de 2007

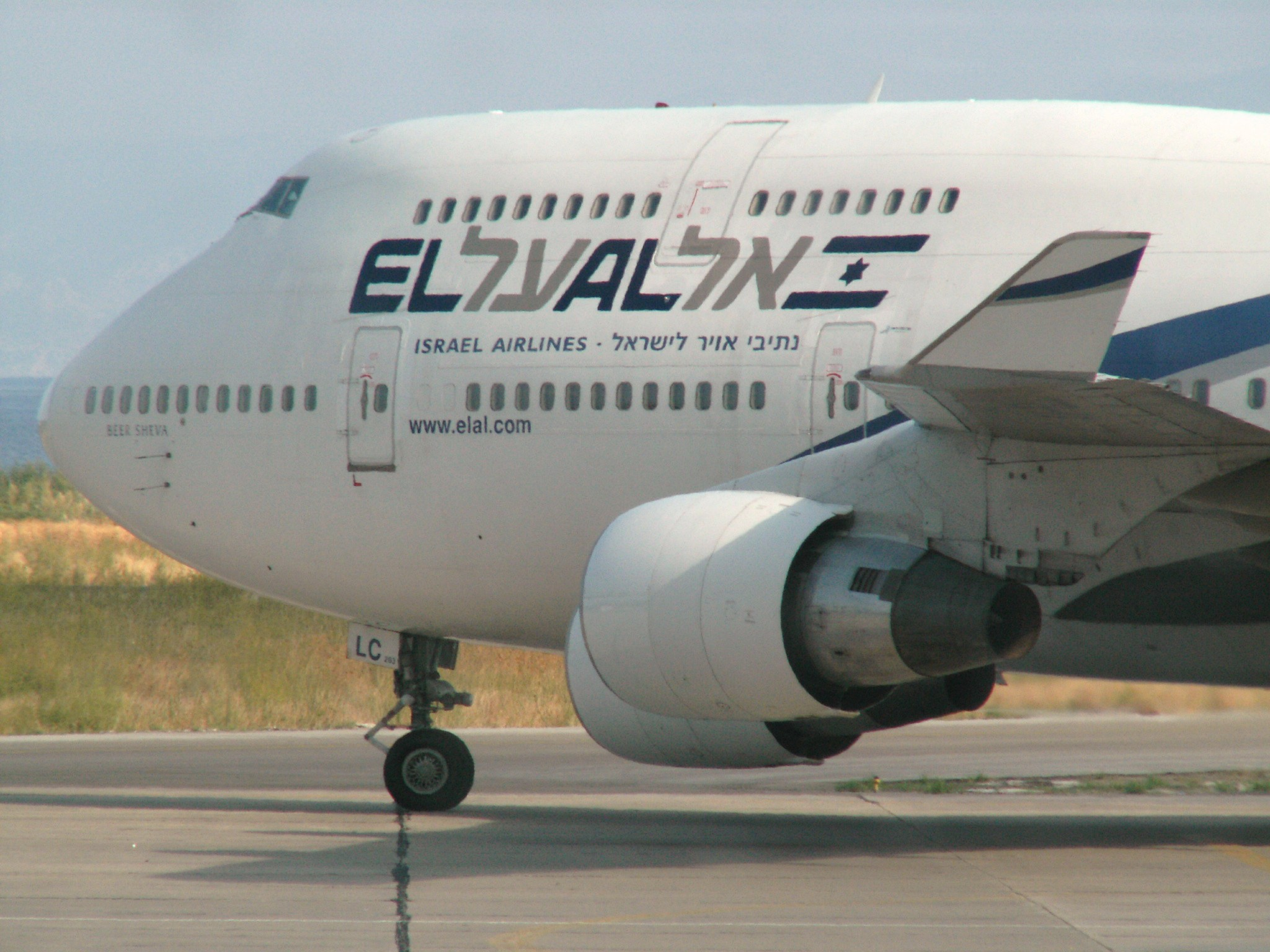
Boeing 747-400

Acordo de codeshare assinado com a America Airlines, oferecendo aos passageiros a oportunidade de voos de conexão a mais de 20 destinos centrais nos EUA. Em 2007 a EL AL distribui dividendos aos seus acionistas, pela primeira vez.

### 2008
Durante 2008 a companhia de aviação adquire outro avião Boeing 747-400, aluga dois aviões 737-800 e assina contratos para a aquisição de quatro novos aviões 777-200 da Boeing.

### 2010
O contrato para a aquisição de quatro novos aviões 777-200 da Boeing é cancelado, e inicia-se negociações para a aquisição de quatro aviões Boeing 787.

## Segurança
Devido ao Conflito Árabe-Israelense e à potencial ameaça de atentados terroristas, a El Al já foi alvo de atiradores, sequestradores e inclusive atentados com bombas em numerosas ocasiões. Em julho de 2002, um atirador não-identificado matou duas pessoas em um guichê da companhia em Los Angeles.
A empresa usufrui a reputação de ser a mais bem guardada transportadora de passageiros do mundo. Os passageiros são interrogados individualmente e a bagagem passa por diversos exames antes mesmo do check-in. Seguranças armados guardam as áreas em aeroportos há policiais disfarçados em cada um dos seus aviões.
A única tentativa de sequestrar um avião da El AL que deu certo foi em 1968. Um avião que havia saído de Roma foi tomado por militantes da Frente Popular para a Libertação da Palestina e teve de fazer um pouso forçado na Argélia.

## Frota

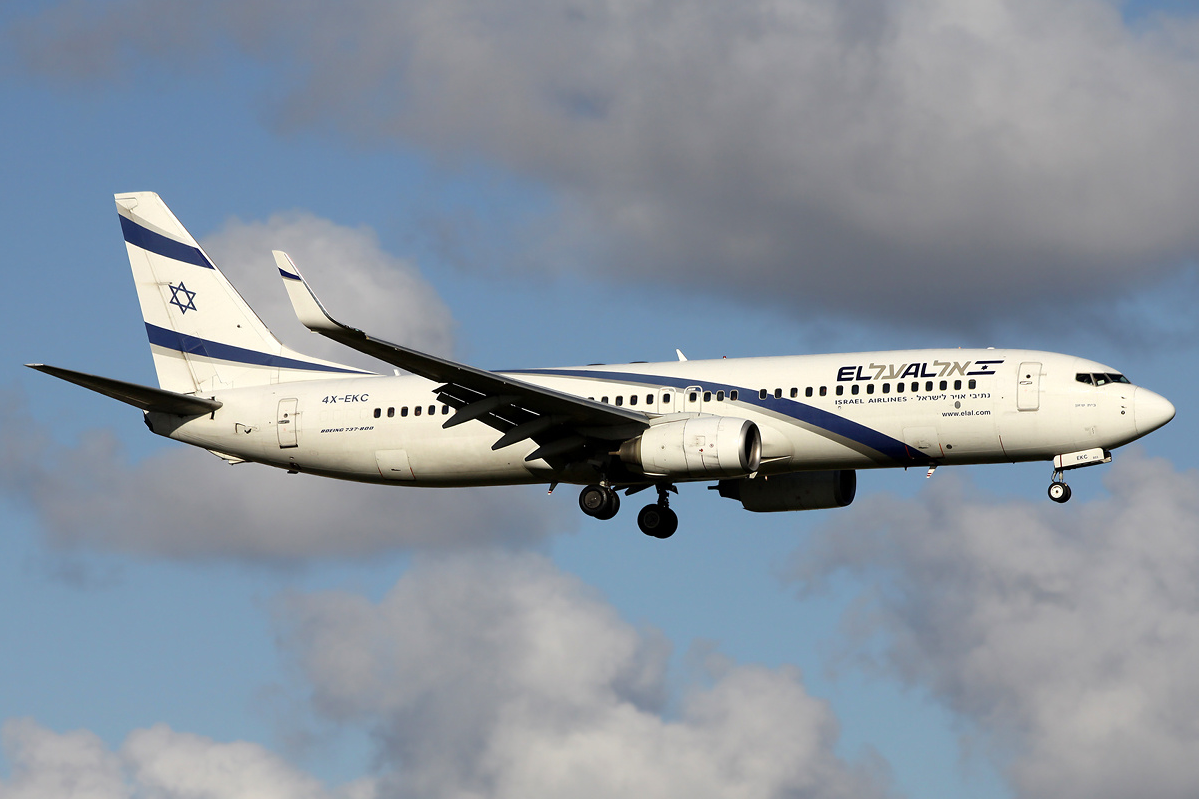
Boeing 737-800 da El Al em aproximação final para o Aeroporto de Amesterdão Schiphol em 2012

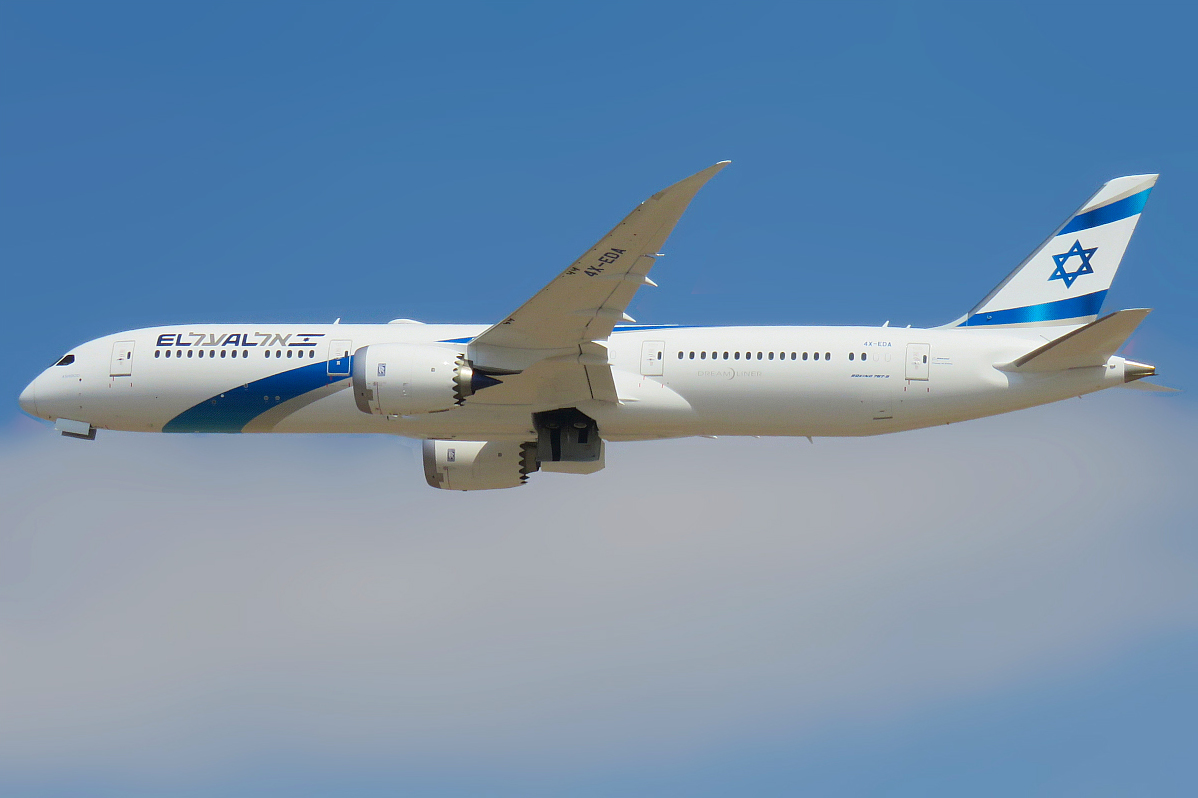
Boeing 787-9 Dreamliner da El Al no Aeroporto Internacional Ben Gurion em setembro de 2017

Em junho de 2025, a frota da El Al é composta pelas seguintes aeronaves:
| Boeing 737-800   | 11 | 2  | — | 16 | —  | 138 | 154 |                                                 |  |  |  |
| Boeing 737-800   | 4  | 2  | — | —  | —  | 180 | 180 | Operado pela subsidiária Up até outubro de 2018 |  |  |  |
| Boeing 737-800   | 2  | 2  | — | —  | —  | 189 | 189 | Operado pela subsidiária Sun d'Or               |  |  |  |
| Boeing 737-900ER | 8  | —  | — | 16 | —  | 156 | 172 |                                                 |  |  |  |
| Boeing 737 MAX   | —  | 31 |   |    |    |     |     |                                                 |  |  |  |
| Boeing 777-200ER | 6  | —  | 6 | 35 | 34 | 204 | 279 |                                                 |  |  |  |
| Boeing 787-8     | 4  | —  | — | 20 | 35 | 183 | 238 | Primeira entrega 11/2019                        |  |  |  |
| Boeing 787-9     | 13 | 8  | — | 32 | 28 | 222 | 282 | Primeira entrega em 22 de agosto de 2017        |  |  |  |
| Total            | 47 | 39 |   |    |    |     |     |                                                 |  |  |  |

### Historico de Frota

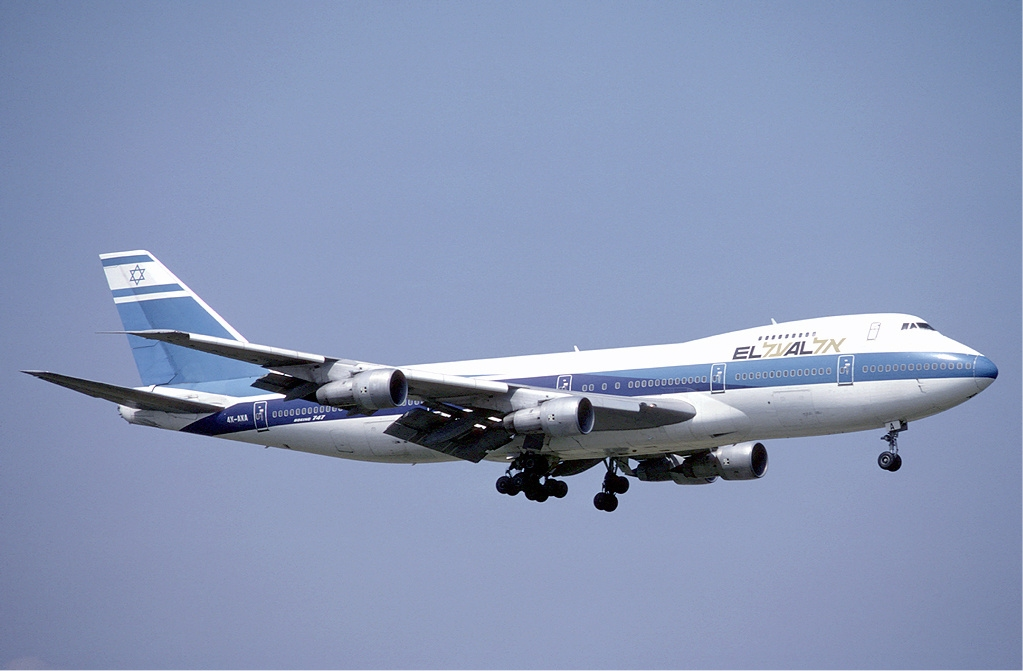
Boeing 747-200B

| Aeronave                | Introduzido | Retirado |
| ----------------------- | ----------- | -------- |
| Boeing 707-300C         | 1965        | 1992     |
| Boeing 720              | 1962        | 1980     |
| Boeing 737–200          | 1981        | 2000     |
| Boeing 737-700          | 1999        | 2016     |
| Boeing 747–100          | 1977        | 1988     |
| Boeing 747-200B         | 1971        | 2001     |
| Boeing 747-200C         | 1975        | 2006     |
| Boeing 747-400          | 1994        | 2019     |
| Boeing 747-200F         | 1979        | 2012     |
| Boeing 757–200          | 1987        | 2012     |
| Boeing 767–200          | 1982        | 2012     |
| Boeing 767-200ER        | 1984        | 2013     |
| Boeing 767-300ER        | 2004        | 2019     |
| Lockheed Constellation  | 1951        | 1960     |
| Douglas DC-4            | 1949        | 1967     |
| McDonnell Douglas MD-11 | 1998        | 2000     |

## Acordos Codeshare
A El Al possui acordos codeshare com:
| - Aerolineas Argentinas - Aerosvit Airlines - American Airlines - Belavia Belarusian Airlines - AeroSvit - Austrian Airlines - Brussels Airlines - Bulgaria Air - Easy Jet | - Iberia - JetBlue - Lot - SN-Brussels - South African Airways - Swiss - TAM Linhas Aéreas - Tandem Aero - Thai Airways |

## Incidentes e acidentes
- Em 27 de julho de 1955 caças MIG búlgaros derrubaram um avião comercial da empresa, que fazia a rota Londres-Tel Aviv, com passagem por Viena. As 58 pessoas a bordo morreram. Autoridade comunistas acusaram o avião de entrar no espaço aéreo búlgaro ilegalmente, mas depois se desculparam.
- Em 22 de julho de 1968, um avião da El Al foi sequestrado por membros da Frente Popular para a Libertação da Palestina (PFLP). O avião voava para Roma quando foi desviado para a Argelia. As negociações duraram 40 dias. Os reféns foram libertatos. Este foi o único sequestro de um voo da El Al.
- Em 26 de dezembro de 1968 dois atiradores da FPLP abriram fogo contra um avião da El Al no aeroporto de Atenas (Grécia). Em represália, Israel explodiu 14 aviões árabes no aeroporto de Beirute.
- Em 18 de fevereiro de 1969 um segurança da El Al matou, na pista de decolagem do aeroporto de Zurique (Suíça), um atirador da FPLP que abriu fogo contra o avião, ferindo o piloto e matando o co-piloto.
- Em 1970 guardas armados evitaram um sequestro de um avião da El Al em Amsterdam.
- Em 30 de maio de 1972 três membros do grupo japonês Exército Vermelho, aparentemente recrutados pela Frente Popular de Libertação da Palestina (FPLP), mataram 26 pessoas e feriram 76 com granadas e armas automáticas no aeroporto de Tel Aviv (Israel).
- Em 27 de dezembro de 1985 depois de vários atentados contra a El Al falharem, a guerrilha de Abu Nidal, um braço armado do movimento Fatah, do líder palestino Iasser Arafat, atacou simultaneamente guichês em Roma (Itália) e Viena (Áustria), matando 19 pessoas.
- Em 17 de abril de 1986 a irlandesa Anne Murphy, grávida, foi pega no aeroporto Heathrow, em Londres (Inglaterra), tentando entrar em um avião—que levava 375 pessoas—carregando uma bomba dentro de uma bolsa. A bolsa foi entregue por um homem ligado ao serviço de inteligência síria, que foi condenado a 45 anos de prisão.
- Em 4 de Outubro de 1992, o voo El Al 1862, um Boeing 747-200F de carga caiu em Amsterdam, Países Baixos. Os três membros da tripulação e 47 pessoas em terra morreram.
- Em 24 de Outubro de 2003, um voo com 180 pessoas a bordo que devia fazer uma escala técnica em Toronto, antes de prosseguir viagem para Israel, foi desviado para uma base aérea de Montreal e depois para o aeroporto de Hamilton, depois de informações sobre os preparativos de um possível atentado contra o aparelho israelense. O voo aterrissou sem problemas.
- Em 13 de Abril de 2007, um Boeing 747-400 se chocou com um carro de reboque na pista do aeroporto Charles de Gaulle em Paris, causando danos no carro e no motor do avião. Não houve feridos. Os passageiros foram transferidos para um avião da Sun-Dor (subsidiária de El Al).
- Em 29 de Outubro de 2008, um  Boeing 737-800 com 156 passageiros a bordo efetuou um pouso de emergência em Barcelona depois de detectado um problema nos flaps - dispositivos localizados na parte posterior e inferior da asa do avião, entre a fuselagem e o aileron, e destinados a diminuir a velocidade do aparelho na aterrissagem. Não houve feridos durante a manobra de emergência

## Subsidiárias
Para o funcionamento não só das operações principais, a El Al tem filiais, como:
- Sun D'Or International Airlines Ltd.
- Teshet Tourism and Aviation Services Ltd.
- Larrome Hotels (Int.) Company
- Borenstein Caterers
- Near East Tours (Países Baixos)
- Tammam (77%)
- Air Consolidators (50%)
- Maman (26%)
- Israel Tours (Dinamarca, 76%)
- Fox Travel (Suíça, 26%)
- T.C.D. Travel Bureau (Hungária 50%)
- North American Airlines, Inc. (EUA, 24.9%)